# Parvimysis bahamensis
Parvimysis bahamensis är en kräftdjursart som beskrevs av Brattegard 1969. Parvimysis bahamensis ingår i släktet Parvimysis och familjen Mysidae. Inga underarter finns listade i Catalogue of Life.